# Kaşıkçı, Balya
Kaşıkçı là một xã thuộc huyện Balya, tỉnh Balıkesir, Thổ Nhĩ Kỳ. Dân số thời điểm năm 2010 là 78 người.